# آندراش راینا
آندراش راینا (مجاری: Rajna András؛ زادهٔ ۳ سپتامبر ۱۹۶۰) قایقران کایاک اهل مجارستان بود.